# František Jaroslav Černý
František Jaroslav Černý byl královéhradecký stavitel a architekt.

## Život
František Jaroslav Černý vlastnil společnost Podnikatelství staveb František Jaroslav Černý, mistr zednický a přísežný soudní znalec v Hradci Králové.
Když v roce 1918 vznikla Společnost stavitelů s r. o. v Hradci Králové, stal se František Jaroslav Černý jejím členem společně s dalšími významnými královéhradeckými staviteli a architekty, jakými byli Václav Rejchl ml., Václav Rejchl st., Oldřich Liska, Josef Fňouk. Předsedou byl Josef Jihlavec.

## Dílo
Stavební firma Františka Jaroslava Černého realizovala následující stavby: 
- Činžovní dům Anny Fultnerové (1903–05)[4]
- Činžovní dům F. J. Černého I (1904–05)[4]
- Činžovní dům F. J. Černého II (1904–05)[4]
- dostavba továrny na piana Antonín Petrof (1909–10) – Černý provedl i architektonický návrh[4]
- Činžovní dům Josefa Kieslicha (1910–11) – Černý provedl i architektonický návrh[4]
- Činžovní domy Čelakovského 504, Hradec Králové (1911–12) – Černý provedl i architektonický návrh[4]
- Vila Jana Schimanna (1912–13) – Černý provedl i architektonický návrh[4][5]
- Vlastní rodinný dům Františka Jaroslava Černého (1912–13) – Černý provedl i architektonický návrh[5]
- Vila Karla a Marie Jarkových (1913–14) – Černý provedl i architektonický návrh[5]
- Obecní dům na Eliščině nábřeží v Hradci Králové (1922–24)[4][6]
- Činžovní dům Josefa a Elišky Hlavatých (1925–26) – Černý provedl i architektonický návrh[4]